# Speyeria cybele
Speyeria cybele ist ein Schmetterling (Tagfalter) aus der Familie der Edelfalter (Nymphalidae). Die Art wird im englischen Sprachgebrauch als Great Spangled Fritillary bezeichnet.

## Merkmale

### Falter
Die Flügelspannweite dieses großen Perlmutterfalters beträgt zwischen 55 und 75 Millimeter. Die Oberseite der Flügelansätze sind dunkelorange oder rotbraun gefärbt und ohne Flecken. An den Flügelspitzen geht die Färbung in ein leuchtendes orange über welches von sichelförmigen Flecken besetzte ist. Die Vorderränder der Flügel besitzen dunkle größere Flecken, welche auf dem Hinterflügel sehr klein sind. Die Flügelform ist bogig gezahnt. Die Unterseite ist farblich eher orange als braun mit einer Reihe silbriger Flecken am Außenrand, in der Mitte des Flügels sowie am Flügelansatz.
Die Art ist gut von anderen ähnlichen Arten zu unterscheiden da ihr ein typischer dunkler Fleck auf der Oberseite des Vorderflügels in der Nähe des Innenrandes fehlt. Verwechslungen können hier nur mit Speyeria nokomis auftreten.
Zwei Drittel der Unterseite des Hinterflügels ist bei der im Westen des Verbreitungsgebietes beheimateten Unterart S. cybele leto dunkelbraun, dunkler als bei S. nokomis. Ebenso ist auf der Oberseite des Vorderflügels an dessen Ende nur ein schwarzer Balken und nicht zwei wie bei S. nokomis oder S. callipe.
Im östlichen Verbreitungsgebiet sind beide Geschlechter der Unterart S. cybele cybele bräunlich gefärbt, welches sich im Nordosten in ein dunkleres Braun ändert. Im Südwesten Colorados bis Manitobas und Albertas ist die Art kleiner und heller gefärbt. Im Norden Michigans und dem angrenzenden Ontario, sind hellere Weibchen häufig. Diese sind eine Form der Unterart S. cybele cybele krautwurmi.
Im Nordwesten Colorados, den La Sal Mountains in Utah und dem südlichen Wyoming kommt die Unterart S. cybele charlotti vor. Die Weibchen dieser Unterart sind cremefarben.
In Alberta und Montana verschmelzen die Unterarten S. cybele cybele und S. cybele leto miteinander, was dazu führt, dass die Männchen etwas größer sind und die Weibchen weißliche und braun gefärbt sind.
Im westlichen Montana sowie im südwestlichen Wyoming und im zentralen westlichen Teil Utahs sind die Männchen der Unterart S. cybele leto leuchtend orange mit schmalen schwarzen Linien gefärbt. Die Weibchen sind hier stark weiß gefärbt.

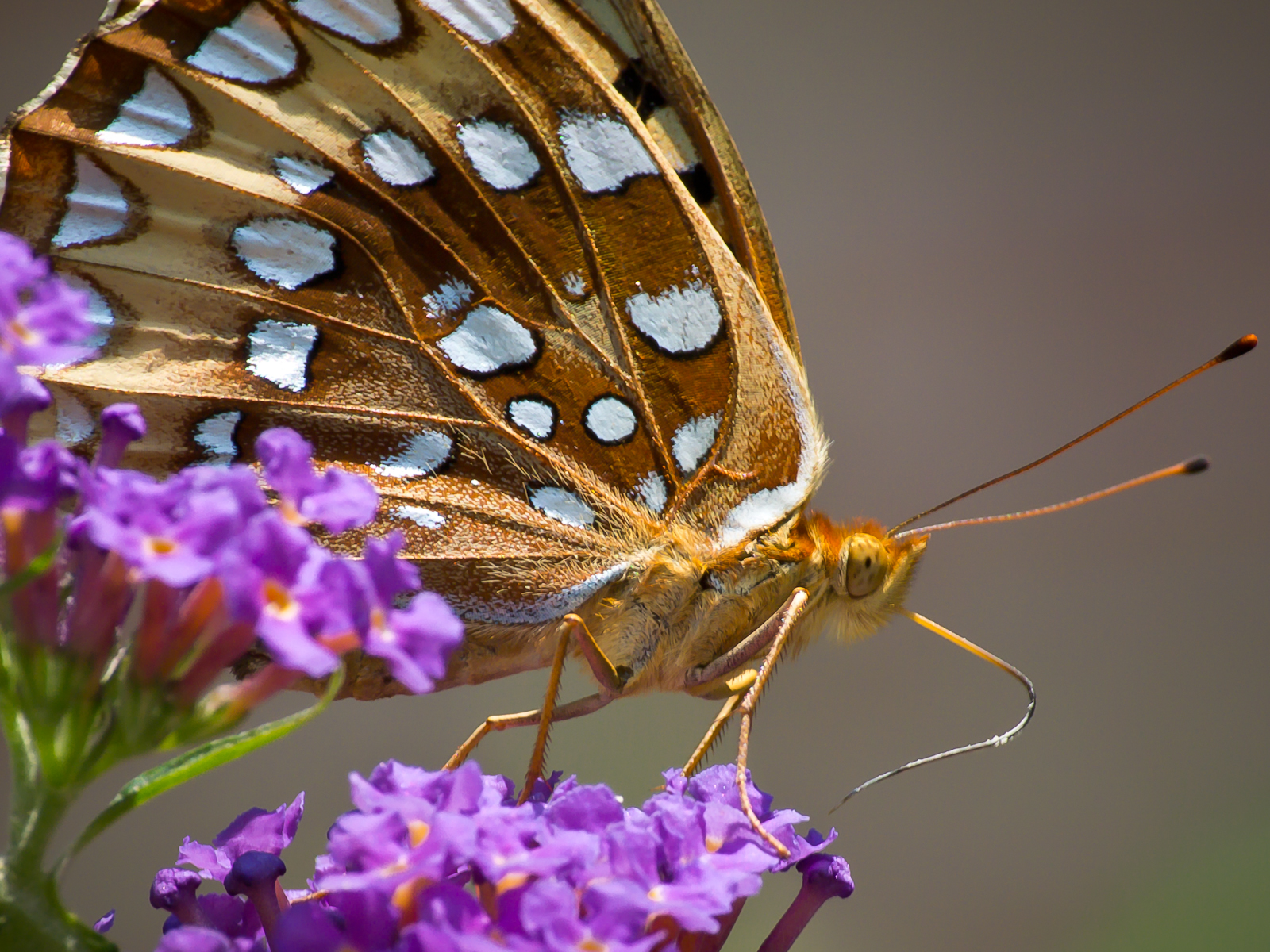
Unterseite der Flügel mit charakteristischen silbrigen Flecken

### Ei
Die Eier sind blassgelb und später braun gefärbt. Sie werden einzeln in der nähe der Futterpflanzen abgelegt. 

### Raupe
Die Raupen sind samtig-schwarz mit zwei schwarzen Linien und grauen Punkten sowie vielen rötlich-gelben, orangen und manchmal gelben Stacheln mit schwarzer Spitze. Der Kopf ist dunkel-braun, welcher sich im Nacken in ein rötliches-gelb färbt. Sie hat Ähnlichkeiten mit S. diana.

### Puppe
Die Puppe ist dunkelbraun gesprenkelt und besitze manchmal rötlich-orange Flecken. Die Sprenkel fehlen auf dem Hinterleib. Der äußere Rand ist manchmal etwas heller gefärbt und am Hinterleib sitzen, vorne schwarze und hinten gelbe Höcker.

## Verhalten und Lebensweise
Die Flugzeit der Falter ist meist von Mitte Juni bis Mitte September. Im östlichen Teil ihres Verbreitungsgebietes manchmal auch schon ab Mai. Im westlichen Teil eher ab Juli und August. Die Weibchen legen ihre Eier ab dem späten Juni bis Juli ab, meistens allerdings erst im August und September.
Männchen sind den ganzen Tag auf der Suche nach Weibchen, welche sie dann mit Flügelschlägen der Vorderflügel umwerben, um Pheromone zu übertragen.
Die Raupen der ersten Generation überwintern. Manchmal wenn sie keine Futterpflanzen mehr finden oder sie werden generell erst im nächsten Frühjahr aktiv.
Adulte Falter ernähren sich von Nektar und Dung.
Die Futterpflanzen sind Veilchengewächse (Violaceae) und Disteln, hierunter hauptsächlich V. rotundifiolia, V. papilionacea, V. palustris, V. adunca, V. bellidifolia und V. canadensis.

## Verbreitung und Lebensraum
Die Art ist in ganz Nordamerika von Kanada bis New Mexico verbreitet. Nach anderen Quellen nur nördlich von Georgia. Bewohnt werden Waldlichtungen, Wiesen, Weiden und Gärten mit feuchtem Klima.

## Status
Die Art ist nicht gefährdet und weit verbreitet.

## Unterarten
- S. cybele cybele, östliche USA.
- S. cybele krautwurmi, nördliches Michigan und Ontario.
- S. cybele leto, westliches Montana sowie südwestliches Wyoming und dem westlichen Teil zentral Utahs.
- S. cybele charlotti, nordwestliches Colorado sowie die La Sal Mountains und südliches Wyoming.

### Ähnliche Arten
- Speyeria aphrodite (Fabricius), 1787
- Speyeria atlantis (Edwards), 1862
- Speyeria callippe (Boisduval), 1852
- Speyeria nokomis (Edwards), 1862